# Comunicar (revista)
Comunicar é uma revista científica trimestral espanhola no formato Open Access, especializado em resultados de pesquisas e estudos em educação, comunicação e estudos culturais. Editado em versão bilíngue em espanhol e inglês em todos os seus artigos de pesquisa, e tem também resumos em chinês e português.

## História
Em 1993, a revista começou a ser editada pelo Grupo Comunicar, uma associação sem fins lucrativos fundada em 1988. A revista é Open Acess e portanto permite a visualização gratuita de artigos publicados em seu site oficial, bem como os da Revista Aularia. Sua primeira edição foi publicada em outubro de 1993. Desde 2016 sua periodicidade é trimestral, publicando 40 artigos por ano, com um acervo de mais de 1.920 artigos publicados.

## Gestão
Segue um processo de revisão por pares, auditado pelo Repositorio Español de Ciencia y Tecnologia (RECYT). O gerenciamento dos artigos é feito através da plataforma Open Journal Systems 3.2.2, software de código aberto usado para a administração de revistas científicas.
A versão impressa e on-line são publicadas em espanhol e em inglês. Além disso, os títulos, resumos e palavras-chave têm versões em chinês e português para sua maior difusão, impacto e reconhecimento internacional.

## Alcance
É acessível em diferentes formatos (ePub, pdf, html, xml) e em plataformas como issuu. Está presente em várias redes sociais (Facebook, Twitter), em redes sociais científicas como Academia.edu e ResearchGate e em canais multimídias e audiovisuais como o YouTube, Flickr, Baidu e Weibo.
Nos últimos anos Comunicar posicionou-se em vários índices internacionais de qualidade de revistas científicas, destacando JCR e SCOPUS (Citescore e SJR). Em 2020 está classificada dentro do Top100 do Google Acadêmico, ficando em segundo lugar entre as publicações em espanhol em todas as áreas (H90; H5 75).
Em SJR (SCImago Journal Rank) é desde 2013 revista Q1 (nível máximo) nas áreas de Educação, Comunicação e Estudos Culturais com um fator de impacto de 1,21 e um H 40. Em 2017 foi classificada em primeiro lugar categorias de comunicação, estudos culturais e educação. Em Scopus (CiteScore), no ano de 2020, tem um fator de impacto de 7,30, sendo Q1 em “Cultural Studies” (posição 2 de 1037), Q1 em "Communication" (posição 14 de 426), e Q1 em "Education" (posição de 24 de 1319). Para a Clasificación Integrada de Revistas Científicas está posicionado na categoria mais elevada, a Excelencia A+, na qual estão posicionadas aquelas localizadas no primeiro quarto das categorias do Journal Citation Reports. Tem um fator de impacto 6.013 (Inmediacy Index: 1.100), com Q1 em Comunicação (posição 9 de 207), Q1 em Educação (posição 7 de 726).

Conta desde 2007 com o Selo de Qualidade FECYT após a realização de uma avaliação da qualidade científica e editorial das revistas científicas espanholas pela Fundación Española para la Ciencia y la Tecnología (FECYT).